# Rugby-Union-Juniorenweltmeisterschaft 2009
Die Rugby-Union-Juniorenweltmeisterschaft 2009 (engl. 2009 IRB Junior World Championship) war die zweite Ausgabe der Weltmeisterschaft für U20-Junioren-Nationalmannschaften in der Sportart Rugby Union. Sie fand vom 5. bis 21. Juni 2009 in Japan statt. Den Juniorenweltmeistertitel gewann zum zweiten Mal Neuseeland.
Einen Monat zuvor fand in Kenia die IRB Junior World Rugby Trophy 2009 für tiefer eingestufte Mannschaften statt.

## Austragungsorte
Sämtliche Spiele fanden an folgenden Orten statt:
| Ort          | Stadion                     | Kapazität |
| ------------ | --------------------------- | --------- |
| Fukuoka      | Level-5 Stadium             | 22.563    |
| Higashiōsaka | Hanazono-Rugbystadion       | 30.000    |
| Nagoya       | Mizuho-Rugbystadion         | 15.000    |
| Tokio        | Prinz-Chichibu-Rugbystadion | 27.188    |
| Tosu         | Best Amenity Stadium        | 24.490    |

## Vorrunde

### Gruppe A
|    | Land        | Spiele | Siege | Unent. | Ndlg. | Spiel- punkte | Diff. | Bonus- punkte | Tabellen- punkte |
| -- | ----------- | ------ | ----- | ------ | ----- | ------------- | ----- | ------------- | ---------------- |
| 1. | Neuseeland  | 3      | 3     | 0      | 0     | 140:9         | + 131 | 2             | 14               |
| 2. | Irland      | 3      | 2     | 0      | 1     | 61:26         | + 35  | 1             | 9                |
| 3. | Argentinien | 3      | 1     | 0      | 2     | 51:79         | − 28  | 2             | 6                |
| 4. | Uruguay     | 3      | 0     | 0      | 3     | 15:153        | − 138 | 0             | 0                |

| 5. Juni 2009 17:00 JST | Argentinien   | 9 : 16 | Irland | Mizuho-Rugbystadion, Nagoya Schiedsrichter: Chris Pollock (Neuseeland) |
| 5. Juni 2009 17:00 JST | (6:7) Bericht |        |        | Mizuho-Rugbystadion, Nagoya Schiedsrichter: Chris Pollock (Neuseeland) |

| 5. Juni 2009 17:00 JST | Neuseeland     | 75 : 0 | Uruguay | Mizuho-Rugbystadion, Nagoya Schiedsrichter: James Leckie (Australien) |
| 5. Juni 2009 17:00 JST | (36:0) Bericht |        |         | Mizuho-Rugbystadion, Nagoya Schiedsrichter: James Leckie (Australien) |

| 9. Juni 2009 17:00 JST | Argentinien     | 33 : 15 | Uruguay | Mizuho-Rugbystadion, Nagoya Schiedsrichter: Andrew Small (England) |
| 9. Juni 2009 17:00 JST | (15:10) Bericht |         |         | Mizuho-Rugbystadion, Nagoya Schiedsrichter: Andrew Small (England) |

| 5. Juni 2009 19:00 JST | Irland        | 0 : 17 | Neuseeland | Mizuho-Rugbystadion, Nagoya Schiedsrichter: Jérôme Garcès (Frankreich) |
| 5. Juni 2009 19:00 JST | (0:3) Bericht |        |            | Mizuho-Rugbystadion, Nagoya Schiedsrichter: Jérôme Garcès (Frankreich) |

| 13. Juni 2009 13:00 JST | Irland         | 45 : 0 | Uruguay | Mizuho-Rugbystadion, Nagoya Schiedsrichter: Carlo Damasco (Italien) |
| 13. Juni 2009 13:00 JST | (19:0) Bericht |        |         | Mizuho-Rugbystadion, Nagoya Schiedsrichter: Carlo Damasco (Italien) |

| 5. Juni 2009 15:00 JST | Argentinien   | 9 : 48 | Neuseeland | Mizuho-Rugbystadion, Nagoya Schiedsrichter: James Leckie (Australien) |
| 5. Juni 2009 15:00 JST | (6:3) Bericht |        |            | Mizuho-Rugbystadion, Nagoya Schiedsrichter: James Leckie (Australien) |

### Gruppe B
|    | Land       | Spiele | Siege | Unent. | Ndlg. | Spiel- punkte | Diff. | Bonus- punkte | Tabellen- punkte |
| -- | ---------- | ------ | ----- | ------ | ----- | ------------- | ----- | ------------- | ---------------- |
| 1. | England    | 3      | 3     | 0      | 0     | 125:14        | + 111 | 3             | 15               |
| 2. | Samoa      | 3      | 2     | 0      | 1     | 53:86         | − 33  | 1             | 9                |
| 3. | Schottland | 3      | 1     | 0      | 2     | 33:54         | − 21  | 1             | 5                |
| 4. | Japan      | 3      | 0     | 0      | 3     | 27:84         | − 57  | 2             | 2                |

| 5. Juni 2009 17:00 JST | Samoa         | 17 : 14 | Schottland | Prinz-Chichibu-Rugbystadion, Tokio Schiedsrichter: Andrew Small (England) |
| 5. Juni 2009 17:00 JST | (7:6) Bericht |         |            | Prinz-Chichibu-Rugbystadion, Tokio Schiedsrichter: Andrew Small (England) |

| 5. Juni 2009 19:00 JST | England        | 43 : 0 | Japan | Prinz-Chichibu-Rugbystadion, Tokio Schiedsrichter: Peter Allan (Schottland) |
| 5. Juni 2009 19:00 JST | (24:0) Bericht |        |       | Prinz-Chichibu-Rugbystadion, Tokio Schiedsrichter: Peter Allan (Schottland) |

| 9. Juni 2009 17:00 JST | England        | 30 : 7 | Schottland | Prinz-Chichibu-Rugbystadion, Tokio Schiedsrichter: Chris Pollock (Neuseeland) |
| 9. Juni 2009 17:00 JST | (20:0) Bericht |        |            | Prinz-Chichibu-Rugbystadion, Tokio Schiedsrichter: Chris Pollock (Neuseeland) |

| 9. Juni 2009 19:00 JST | Japan          | 20 : 29 | Samoa | Prinz-Chichibu-Rugbystadion, Tokio Schiedsrichter: Ian Smith (Australien) |
| 9. Juni 2009 19:00 JST | (5:22) Bericht |         |       | Prinz-Chichibu-Rugbystadion, Tokio Schiedsrichter: Ian Smith (Australien) |

| 13. Juni 2009 13:00 JST | England        | 52 : 7 | Samoa | Prinz-Chichibu-Rugbystadion, Tokio Schiedsrichter: Pascal Gaüzère (Frankreich) |
| 13. Juni 2009 13:00 JST | (39:0) Bericht |        |       | Prinz-Chichibu-Rugbystadion, Tokio Schiedsrichter: Pascal Gaüzère (Frankreich) |

| 13. Juni 2009 15:00 JST | Japan          | 7 : 12 | Schottland | Prinz-Chichibu-Rugbystadion, Tokio Schiedsrichter: Ian Smith (Australien) |
| 13. Juni 2009 15:00 JST | (0:12) Bericht |        |            | Prinz-Chichibu-Rugbystadion, Tokio Schiedsrichter: Ian Smith (Australien) |

### Gruppe C
|    | Land       | Spiele | Siege | Unent. | Ndlg. | Spiel- punkte | Diff. | Bonus- punkte | Tabellen- punkte |
| -- | ---------- | ------ | ----- | ------ | ----- | ------------- | ----- | ------------- | ---------------- |
| 1. | Südafrika  | 3      | 3     | 0      | 0     | 144:10        | + 104 | 3             | 15               |
| 2. | Frankreich | 3      | 2     | 0      | 1     | 118:81        | + 37  | 2             | 10               |
| 3. | Fidschi    | 3      | 1     | 0      | 2     | 55:98         | − 43  | 0             | 4                |
| 4. | Italien    | 3      | 0     | 0      | 3     | 30:128        | − 98  | 1             | 1                |

| 5. Juni 2009 17:00 JST | Frankreich     | 43 : 13 | Italien | Hanazono-Rugbystadion, Higashiōsaka Schiedsrichter: Javier Mancuso (Argentinien) |
| 5. Juni 2009 17:00 JST | (12:3) Bericht |         |         | Hanazono-Rugbystadion, Higashiōsaka Schiedsrichter: Javier Mancuso (Argentinien) |

| 5. Juni 2009 19:00 JST | Fidschi         | 10 : 36 | Südafrika | Hanazono-Rugbystadion, Higashiōsaka Schiedsrichter: Keith Brown (Neuseeland) |
| 5. Juni 2009 19:00 JST | (10:14) Bericht |         |           | Hanazono-Rugbystadion, Higashiōsaka Schiedsrichter: Keith Brown (Neuseeland) |

| 9. Juni 2009 13:00 JST | Fidschi         | 25 : 48 | Frankreich | Hanazono-Rugbystadion, Higashiōsaka Schiedsrichter: Carlo Damasco (Italien) |
| 9. Juni 2009 13:00 JST | (15:21) Bericht |         |            | Hanazono-Rugbystadion, Higashiōsaka Schiedsrichter: Carlo Damasco (Italien) |

| 9. Juni 2009 15:00 JST | Italien        | 3 : 65 | Südafrika | Hanazono-Rugbystadion, Higashiōsaka Schiedsrichter: Peter Allan (Schottland) |
| 9. Juni 2009 15:00 JST | (0:20) Bericht |        |           | Hanazono-Rugbystadion, Higashiōsaka Schiedsrichter: Peter Allan (Schottland) |

| 13. Juni 2009 15:00 JST | Fidschi       | 20 : 14 | Italien | Hanazono-Rugbystadion, Higashiōsaka Schiedsrichter: Jérôme Garcès (Frankreich) |
| 13. Juni 2009 15:00 JST | (6:3) Bericht |         |         | Hanazono-Rugbystadion, Higashiōsaka Schiedsrichter: Jérôme Garcès (Frankreich) |

| 13. Juni 2009 17:00 JST | Frankreich      | 27 : 43 | Südafrika | Hanazono-Rugbystadion, Higashiōsaka Schiedsrichter: James Jones (Wales) |
| 13. Juni 2009 17:00 JST | (20:11) Bericht |         |           | Hanazono-Rugbystadion, Higashiōsaka Schiedsrichter: James Jones (Wales) |

### Gruppe D
|    | Land       | Spiele | Siege | Unent. | Ndlg. | Spiel- punkte | Diff. | Bonus- punkte | Tabellen- punkte |
| -- | ---------- | ------ | ----- | ------ | ----- | ------------- | ----- | ------------- | ---------------- |
| 1. | Australien | 3      | 3     | 0      | 0     | 164:11        | + 153 | 3             | 15               |
| 2. | Wales      | 3      | 2     | 0      | 1     | 107:58        | + 49  | 2             | 10               |
| 3. | Tonga      | 3      | 1     | 0      | 2     | 47:111        | − 64  | 1             | 5                |
| 4. | Kanada     | 3      | 0     | 0      | 3     | 35:173        | − 138 | 0             | 0                |

| 5. Juni 2009 17:00 JST | Australien     | 86 : 0 | Kanada | Best Amenity Stadium, Tosu Schiedsrichter: James Jones (Wales) |
| 5. Juni 2009 17:00 JST | (31:0) Bericht |        |        | Best Amenity Stadium, Tosu Schiedsrichter: James Jones (Wales) |

| 5. Juni 2009 19:00 JST | Tonga          | 5 : 51 | Wales | Best Amenity Stadium, Tosu Schiedsrichter: Pascal Gaüzère (Frankreich) |
| 5. Juni 2009 19:00 JST | (0:23) Bericht |        |       | Best Amenity Stadium, Tosu Schiedsrichter: Pascal Gaüzère (Frankreich) |

| 9. Juni 2009 17:00 JST | Australien     | 40 : 6 | Tonga | Best Amenity Stadium, Tosu Schiedsrichter: James Bolabiu (Fidschi) |
| 9. Juni 2009 17:00 JST | (21:6) Bericht |        |       | Best Amenity Stadium, Tosu Schiedsrichter: James Bolabiu (Fidschi) |

| 9. Juni 2009 19:00 JST | Kanada         | 15 : 51 | Wales | Best Amenity Stadium, Tosu Schiedsrichter: Taizō Hirabayashi (Japan) |
| 9. Juni 2009 19:00 JST | (8:32) Bericht |         |       | Best Amenity Stadium, Tosu Schiedsrichter: Taizō Hirabayashi (Japan) |

| 13. Juni 2009 14:00 JST | Kanada         | 20 : 36 | Tonga | Best Amenity Stadium, Tosu Schiedsrichter: Javier Mancuso (Argentinien) |
| 13. Juni 2009 14:00 JST | (8:17) Bericht |         |       | Best Amenity Stadium, Tosu Schiedsrichter: Javier Mancuso (Argentinien) |

| 13. Juni 2009 14:00 JST | Australien     | 38 : 5 | Wales | Best Amenity Stadium, Tosu Schiedsrichter: Keith Brown (Neuseeland) |
| 13. Juni 2009 14:00 JST | (12:0) Bericht |        |       | Best Amenity Stadium, Tosu Schiedsrichter: Keith Brown (Neuseeland) |

## K.-o.-Phase

### Playoff um Platz 13 bis 16
|  | Halbfinale       | Halbfinale       |                  |    | 13. Platz        | 13. Platz        |
|  |                  |                  |                  |    |                  |                  |
|  | Uruguay          | 11               |                  |    |                  |                  |
|  | Kanada           | 29               |                  |    |                  |                  |
|  | 17. Juni, Nagoya |                  |                  |    |                  |                  |
|  |                  |                  | 21. Juni, Nagoya |    |                  |                  |
|  | Kanada           | 22               |                  |    |                  |                  |
|  |                  | Italien          | 32               |    |                  |                  |
|  |                  |                  |                  |    |                  |                  |
|  | 15. Platz        |                  |                  |    |                  |                  |
|  | 17. Juni, Nagoya | 17. Juni, Nagoya | Uruguay          | 17 |                  |                  |
|  | Japan            | 15               | Japan            | 54 |                  |                  |
|  | Italien          | 21               |                  |    | 21. Juni, Nagoya | 21. Juni, Nagoya |

Halbfinale
| 17. Juni 2009 17:00 JST | Uruguay        | 11 : 29 | Kanada | Mizuho-Rugbystadion, Nagoya Schiedsrichter: James Jones (Wales) |
| 17. Juni 2009 17:00 JST | (3:17) Bericht |         |        | Mizuho-Rugbystadion, Nagoya Schiedsrichter: James Jones (Wales) |

| 17. Juni 2009 19:00 JST | Japan          | 15 : 21 | Italien | Mizuho-Rugbystadion, Nagoya Schiedsrichter: Javier Mancuso (Argentinien) |
| 17. Juni 2009 19:00 JST | (5:21) Bericht |         |         | Mizuho-Rugbystadion, Nagoya Schiedsrichter: Javier Mancuso (Argentinien) |

Spiel um Platz 15
| 21. Juni 2009 12:00 JST | Uruguay        | 17 : 54 | Japan | Mizuho-Rugbystadion, Nagoya Schiedsrichter: James Bolabiu (Fidschi) |
| 21. Juni 2009 12:00 JST | (0:40) Bericht |         |       | Mizuho-Rugbystadion, Nagoya Schiedsrichter: James Bolabiu (Fidschi) |

Spiel um Platz 13
| 21. Juni 2009 14:00 JST | Kanada          | 22 : 32 | Italien | Mizuho-Rugbystadion, Nagoya Schiedsrichter: Taizō Hirabayashi (Japan) |
| 21. Juni 2009 14:00 JST | (17:22) Bericht |         |         | Mizuho-Rugbystadion, Nagoya Schiedsrichter: Taizō Hirabayashi (Japan) |

### Playoff um Platz 9 bis 12
|  | Halbfinale             | Halbfinale             |                        |    | 9. Platz               | 9. Platz               |
|  |                        |                        |                        |    |                        |                        |
|  | Argentinien            | 17                     |                        |    |                        |                        |
|  | Tonga                  | 26                     |                        |    |                        |                        |
|  | 17. Juni, Higashiōsaka |                        |                        |    |                        |                        |
|  |                        |                        | 21. Juni, Higashiōsaka |    |                        |                        |
|  | Tonga                  | 25                     |                        |    |                        |                        |
|  |                        | Schottland             | 28                     |    |                        |                        |
|  |                        |                        |                        |    |                        |                        |
|  | 11. Platz              |                        |                        |    |                        |                        |
|  | 17. Juni, Higashiōsaka | 17. Juni, Higashiōsaka | Argentinien            | 27 |                        |                        |
|  | Schottland             | 39                     | Fidschi                | 10 |                        |                        |
|  | Fidschi                | 26                     |                        |    | 21. Juni, Higashiōsaka | 21. Juni, Higashiōsaka |

Halbfinale
| 17. Juni 2009 13:00 JST | Argentinien    | 17 : 26 | Tonga | Hanazono-Rugbystadion, Higashiōsaka Schiedsrichter: Peter Allan (Schottland) |
| 17. Juni 2009 13:00 JST | (7:19) Bericht |         |       | Hanazono-Rugbystadion, Higashiōsaka Schiedsrichter: Peter Allan (Schottland) |

| 17. Juni 2009 15:00 JST | Schottland      | 39 : 26 | Fidschi | Hanazono-Rugbystadion, Higashiōsaka Schiedsrichter: Taizō Hirabayashi (Japan) |
| 17. Juni 2009 15:00 JST | (25:15) Bericht |         |         | Hanazono-Rugbystadion, Higashiōsaka Schiedsrichter: Taizō Hirabayashi (Japan) |

Spiel um Platz 11
| 21. Juni 2009 12:00 JST | Argentinien    | 27 : 10 | Fidschi | Hanazono-Rugbystadion, Higashiōsaka Schiedsrichter: Carlo Damasco (Italien) |
| 21. Juni 2009 12:00 JST | (13:7) Bericht |         |         | Hanazono-Rugbystadion, Higashiōsaka Schiedsrichter: Carlo Damasco (Italien) |

Spiel um Platz 9
| 21. Juni 2009 14:00 JST | Tonga           | 25 : 28 | Schottland | Hanazono-Rugbystadion, Higashiōsaka Schiedsrichter: Ian Smith (Australien) |
| 21. Juni 2009 14:00 JST | (13:17) Bericht |         |            | Hanazono-Rugbystadion, Higashiōsaka Schiedsrichter: Ian Smith (Australien) |

### Playoff um Platz 5 bis 8
|  | Halbfinale        | Halbfinale        |                   |   | 5. Platz          | 5. Platz          |
|  |                   |                   |                   |   |                   |                   |
|  | Irland            | 17                |                   |   |                   |                   |
|  | Wales             | 19                |                   |   |                   |                   |
|  | 17. Juni, Fukuoka |                   |                   |   |                   |                   |
|  |                   |                   | 21. Juni, Fukuoka |   |                   |                   |
|  | Wales             | 13                |                   |   |                   |                   |
|  |                   | Frankreich        | 68                |   |                   |                   |
|  |                   |                   |                   |   |                   |                   |
|  | 7. Platz          |                   |                   |   |                   |                   |
|  | 17. Juni, Fukuoka | 17. Juni, Fukuoka | Irland            | 3 |                   |                   |
|  | Samoa             | 6                 | Samoa             | 9 |                   |                   |
|  | Frankreich        | 16                |                   |   | 21. Juni, Fukuoka | 21. Juni, Fukuoka |

Halbfinale
| 17. Juni 2009 17:00 JST | Irland          | 17 : 19 | Wales | Level-5 Stadium, Fukuoka Schiedsrichter: Jérôme Garcès (Frankreich) |
| 17. Juni 2009 17:00 JST | (11:16) Bericht |         |       | Level-5 Stadium, Fukuoka Schiedsrichter: Jérôme Garcès (Frankreich) |

| 17. Juni 2009 19:00 JST | Samoa          | 6 : 16 | Frankreich | Level-5 Stadium, Fukuoka Schiedsrichter: James Bolabiu (Fidschi) |
| 17. Juni 2009 19:00 JST | (6:16) Bericht |        |            | Level-5 Stadium, Fukuoka Schiedsrichter: James Bolabiu (Fidschi) |

Spiel um Platz 7
| 21. Juni 2009 12:00 JST | Irland        | 3 : 9 | Samoa | Level-5 Stadium, Fukuoka Schiedsrichter: Pascal Gaüzère (Frankreich) |
| 21. Juni 2009 12:00 JST | (3:6) Bericht |       |       | Level-5 Stadium, Fukuoka Schiedsrichter: Pascal Gaüzère (Frankreich) |

Spiel um Platz 5
| 21. Juni 2009 14:00 JST | Wales          | 13 : 68 | Frankreich | Level-5 Stadium, Fukuoka Schiedsrichter: James Leckie (Australien) |
| 21. Juni 2009 14:00 JST | (3:33) Bericht |         |            | Level-5 Stadium, Fukuoka Schiedsrichter: James Leckie (Australien) |

### Finalrunde
|  | Halbfinale      | Halbfinale      |                 |    | Finale          | Finale          |
|  |                 |                 |                 |    |                 |                 |
|  | Neuseeland      | 31              |                 |    |                 |                 |
|  | Australien      | 17              |                 |    |                 |                 |
|  | 17. Juni, Tokio |                 |                 |    |                 |                 |
|  |                 |                 | 21. Juni, Tokio |    |                 |                 |
|  | Neuseeland      | 44              |                 |    |                 |                 |
|  |                 | England         | 28              |    |                 |                 |
|  |                 |                 |                 |    |                 |                 |
|  | 3. Platz        |                 |                 |    |                 |                 |
|  | 17. Juni, Tokio | 17. Juni, Tokio | Australien      | 5  |                 |                 |
|  | Südafrika       | 21              | Südafrika       | 32 |                 |                 |
|  | England         | 40              |                 |    | 21. Juni, Tokio | 21. Juni, Tokio |

Halbfinale
| 17. Juni 2009 17:00 JST | Neuseeland    | 31 : 17 | Australien | Prinz-Chichibu-Rugbystadion, Tokio Schiedsrichter: Andrew Small (England) |
| 17. Juni 2009 17:00 JST | (7:7) Bericht |         |            | Prinz-Chichibu-Rugbystadion, Tokio Schiedsrichter: Andrew Small (England) |

| 17. Juni 2009 19:00 JST | Südafrika      | 21 : 40 | England | Prinz-Chichibu-Rugbystadion, Tokio Schiedsrichter: Chris Pollock (Neuseeland) |
| 17. Juni 2009 19:00 JST | (11:9) Bericht |         |         | Prinz-Chichibu-Rugbystadion, Tokio Schiedsrichter: Chris Pollock (Neuseeland) |

Spiel um Platz 3
| 21. Juni 2009 13:00 JST | Australien     | 5 : 32 | Südafrika | Prinz-Chichibu-Rugbystadion, Tokio Schiedsrichter: Keith Brown (Neuseeland) |
| 21. Juni 2009 13:00 JST | (5:18) Bericht |        |           | Prinz-Chichibu-Rugbystadion, Tokio Schiedsrichter: Keith Brown (Neuseeland) |

Finale
| 21. Juni 2009 15:00 JST | Neuseeland | 44 : 28         | England | Prinz-Chichibu-Rugbystadion, Tokio Schiedsrichter: James Jones (Wales) |
| 21. Juni 2009 15:00 JST | Versuche: Robinson 14. n.erh. Guildford (2) 21. n.erh., 59. n.erh. Cruden (2) 27. n.erh., 30. erh. Treeby 43. erh. Mitchell 71. erh. Erhöhungen: Cruden (3/7) Straftritte: Cruden (1/1) 25. Talakai (1/1) 68. | (25:14) Bericht | Versuche: Gaskell 17. n.erh. Fearns 49. erh. Lewis 77. erh. Erhöhungen: Homer (1/2) Miller (1/1) Straftritte: Homer (3/3) 6., 12., 34. | Prinz-Chichibu-Rugbystadion, Tokio Schiedsrichter: James Jones (Wales) |

## Schlussplatzierungen
| Platz | Land        |
| ----- | ----------- |
| 01    | Neuseeland  |
| 02    | England     |
| 03    | Südafrika   |
| 04    | Australien  |
| 05    | Frankreich  |
| 06    | Wales       |
| 07    | Samoa       |
| 08    | Irland      |
| 09    | Schottland  |
| 10    | Tonga       |
| 11    | Argentinien |
| 12    | Fidschi     |
| 13    | Italien     |
| 14    | Kanada      |
| 15    | Japan       |
| 16    | Uruguay     |

Neuseeland holte den Weltmeistertitel. Da das Teilnehmerfeld im folgenden Jahr von 16 auf 12 verringert wurde, nahmen Italien, Kanada, Japan und Uruguay 2010 an der IRB Junior World Rugby Trophy teil.